# Maniola erymanthoides
Maniola erymanthoides är en fjärilsart som beskrevs av Embrik Strand 1919. Maniola erymanthoides ingår i släktet Maniola och familjen praktfjärilar. Inga underarter finns listade i Catalogue of Life.